# 闇影之心II
《闇影之心II》是日本遊戲公司Aruze，於2004年2月19日在PlayStation 2發售的電子角色扮演遊戲。

## 外部連結
- 《闇影之心II》官方網站 （页面存档备份，存于）